# Frans voetbalkampioenschap 1940/41
1940/41 was het tweede van de zes oorlogsseizoenen in het Franse voetbal. Geen van de zes kampioenschappen is officieel, waardoor de titels niet bij het palmares van de clubs geteld worden. Een aantal clubs weigerde deel te nemen aan de competitie tijdens de Tweede Wereldoorlog.

## Klassement

### Bezette zone
| Plaats | Club                  | Ptn | Wed | W | G | V | DV | DT | DS  |
| ------ | --------------------- | --- | --- | - | - | - | -- | -- | --- |
| 1      | Red Star Olympique    | 20  | 12  | 9 | 2 | 1 | 28 | 8  | +20 |
| 2      | FC Rouen              | 15  | 12  | 7 | 1 | 4 | 29 | 28 | +1  |
| 3      | Girondins de Bordeaux | 13  | 12  | 6 | 1 | 5 | 21 | 20 | +1  |
| 4      | Stade de Reims        | 11  | 12  | 4 | 3 | 5 | 20 | 17 | +3  |
| 5      | Le Havre AC           | 9   | 12  | 4 | 1 | 7 | 27 | 27 | 0   |
| 6      | CA Paris              | 8   | 12  | 3 | 2 | 7 | 12 | 25 | -13 |
| 7      | RC Paris              | 8   | 12  | 4 | 0 | 8 | 23 | 35 | -12 |

### Vrije Zone
| Plaats | Club                   | Ptn | Wed | W  | G | V  | DV | DT | DS  |
| ------ | ---------------------- | --- | --- | -- | - | -- | -- | -- | --- |
| 1      | Olympique de Marseille | 24  | 16  | 10 | 4 | 2  | 44 | 16 | +28 |
| 2      | Toulouse FC            | 24  | 16  | 11 | 2 | 3  | 37 | 17 | +20 |
| 3      | FC Sète                | 18  | 16  | 7  | 4 | 5  | 15 | 11 | +4  |
| 4      | AS Cannes              | 18  | 16  | 7  | 4 | 5  | 25 | 23 | +2  |
| 5      | OGC Nice               | 16  | 16  | 6  | 4 | 6  | 26 | 19 | +7  |
| 6      | Nîmes Olympique        | 16  | 16  | 8  | 0 | 8  | 24 | 35 | -11 |
| 7      | SO Montpellier         | 12  | 16  | 4  | 4 | 8  | 28 | 36 | -8  |
| 8      | Olympique Alésien      | 9   | 16  | 3  | 3 | 10 | 11 | 36 | -25 |
| 9      | AS Saint-Étienne       | 7   | 16  | 3  | 1 | 12 | 17 | 34 | -17 |

### Verboden Zone
- Racing Club d'Arras
- SC Fives
- RC Lens
- Excelsior AC Roubaix
- US Valenciennes

Het klassement in de deze zone is niet bekend, enkel dat RC Lens de winnaar was.
1932/33 · 1933/34 · 1934/35 · 1935/36 · 1936/37 · 1937/38 · 1938/39 · 1939/40 · 1940/41 · 1941/42 · 1942/43 · 1943/44 · 1944/45 · 1945/46 · 1946/47 · 1947/48 · 1948/49 · 1949/50 · 1950/51 · 1951/52 · 1952/53 · 1953/54 · 1954/55 · 1955/56 · 1956/57 · 1957/58 · 1958/59 · 1959/60 · 1960/61 · 1961/62 · 1962/63 · 1963/64 · 1964/65 · 1965/66 · 1966/67 · 1967/68 · 1968/69 · 1969/70 · 1970/71 · 1971/72 · 1972/73 · 1973/74 · 1974/75 · 1975/76 · 1976/77 · 1977/78 · 1978/79 · 1979/80 · 1980/81 · 1981/82 · 1982/83 · 1983/84 · 1984/85 · 1985/86 · 1986/87 · 1987/88 · 1988/89 · 1989/90 · 1990/91 · 1991/92 · 1992/93 · 1993/94 · 1994/95 · 1995/96 · 1996/97 · 1997/98 · 1998/99 · 1999/00 · 2000/01 · 2001/02 · 2002/03 · 2003/04 · 2004/05 · 2005/06 · 2006/07 · 2007/08 · 2008/09 · 2009/10 · 2010/11 · 2011/12 · 2012/13 · 2013/14 · 2014/15 · 2015/16 · 2016/17 · 2017/18 · 2018/19 · 2019/20 · 2020/21 · 2021/22 · 2022/23 · 2023/24 · 2024/25